# VL-gruppe
VL-grupper er en forkortelse for virksomhedsleder-grupper, som oprettes af Dansk Selskab for Virksomhedsledelse (VL). VL er et non-profit-netværk, som blev etableret i København den 3. maj 1965 af en gruppe danske topledere.
VL-grupperne er opbygget med 30-40 medlemmer i hver. Medlemskab af en VL-gruppe kan kun ske ved invitation. Medlemmerne af VL er virksomhedsledere, virksomhedsejere, politiske ledere, bestyrelsesmedlemmer og meningsdannere i dansk erhvervsliv.
Medlemmerne i en VL-gruppe mødes otte til 10 gange om året for at sparre og udveksle erfaringer. Der er ingen central styring af de enkelte grupper, og mødernes indhold bestemmes individuelt i grupperne. Der kommer ofte foredragsholdere udefra, og der kan være besøg på virksomheder og studieture til udlandet.
"VL Døgnet" holdes en gang om året. Der kan være indlæg fra ministre. I mange år var VL Døgnet, som navnet antyder, planlagt over et helt døgn. I 2014 blev dette princip brudt, da VL Døgnet blev forkortet til 12 timer. I 2015 havde Selskabet 50 års jubilæum, og det blev markeret i maj.
VL har i de senere år ekspanderet både nationalt og internationalt. Der er i dag lidt over 100 grupper, heraf ca. 15 i udlandet, og der er flere udenlandske grupper på vej. Medlemstallet er i dag over 3.800.
Dansk Selskab for Virksomhedsledelse (VL) ledes af en bestyrelse.

## Kritik
VL-grupperne blev på grund af lukkethed tidligere kritiseret for at være en trussel mod demokratiet. I dag er det dog muligt at se, hvem der er medlem på organisationens hjemmeside, og flere medier dækker det årlige "VL Døgn".
Den sociale interaktion i VL-grupperne kan have et element af kammerateri i sig. Det stod klart allerede i 1993. Højst usædvanligt gav den tidligere storentreprenør Axel Juhl-Jørgensen dengang et indblik i den lukkede verden:
"Jeg har forretningsmæssige forbindelser med flere af de andre i gruppen. Og det er da klart, at vi taler forretninger, når vi efter middagen sidder en fire-fem stykker sammen. Det skal da ikke være nogen hemmelighed, at jeg for eksempel har haft en del med Københavns Havn at gøre. Og at det i den forbindelse jo har været nemt at komme i kontakt med havnedirektør Erik Schäfer i min gruppe. På samme måde har en af gruppemedlemmerne netop lejet sig ind i en af vores bygninger, og det var nok ikke sket, hvis ikke vi sad i gruppe sammen," sagde han om sit medlemskab af VL 23 i Magtens bog (Politikens Forlag). Generelt om VL-netværket gælder ifølge journalist Lars Halskov i samme bog: Både givtige ordrer og vennetjenester befordres af et VL-medlemskab.
Desuden er Berlingske, Altinget og Mandag Morgens redaktører blevet kritiseret for at pleje tæt omgang med våbenindustriens repræsentanter (fra Terma og Weibel)  i VL-gruppe 1.